# 蒂姆·里甘
蒂姆·里甘（英語：Tim Regan，1949年12月28日—），美国男子冰球运动员，场上位置是守门员。他曾入选1972年冬季奥林匹克运动会美国男子冰球队名单，但并未上场参赛。